# Hyun Kil-un
Hyun Kil-un (* 17. Februar 1940 auf Cheju-do; † 10. März 2020) war ein südkoreanischer Schriftsteller.

## Leben
Hyun Kil-un wurde 1940 auf der Insel Cheju geboren. Er studierte Koreanische Sprache und Literatur an der Jeju National University und setzte in Seoul sein Studium in diesem Bereich an der Sungkyunkwan-Universität und der Hanyang-Universität fort. Bis 2005 unterrichtete er als Professor für Koreanische Sprache und Literatur an der Hanyang-Universität.
Hyun Kil-un begann seine literarische Karriere im Jahr 1980 mit der Veröffentlichung von Das Geräusch der zusammenstürzenden Burg (성 무너지는 소리) in der Monatszeitschrift des Verlags Hyŏndae munhak (Gegenwartsliteratur). Der Geburtsort des Autors ist die Insel Cheju und deren Geschichte und Bräuche waren eine Inspiration für seine fiktiven Erzählungen. Die Geschichten in seinem ersten Erzählband Der Traum des Pegasus (용마의 꿈) beschäftigen sich mit den traumatischen Ereignissen des Cheju-Aufstandes 1948. Hyun Kil-un untersuchte das Geschehen von damals noch einmal und versuchte auf diese Weise seine Trauer angesichts des Todes zahlreicher unschuldiger Menschen auszudrücken und zu verarbeiten. Ein weiteres Thema war die ideologische und historische Verzerrung von Wahrheit. In Schale und Fleisch (껍질과 속살) (1993) wird die Metapher von Oberfläche und Tiefe verwendet, um die Beziehung zwischen offizieller, oft ideologisch manipulierter „Wahrheit“ und der darunter vergrabenen menschlichen Wahrheit darzustellen. Auch in den Geschichten Fieber (신열) und Ein seltsames Band (이상한 끈) griff er diese Problematik auf. Neben Kurzgeschichten und Romanen schrieb Hyun Kil-un auch wissenschaftliche Bücher über Literatur (z. B.: 소설쓰기의 이론과 실제 Theorie und Praxis der Prosadichtung, 1997). Hyun starb im März 2020 im Alter von 80 Jahren.

## Arbeiten

### Koreanisch
Kurzgeschichtensammlungen
- 용마의 꿈 Der Traum des Pegasus. 1984.
- 신열 Fieber. 1984.
- 우리들의 스승님 Unsere Lehrer. 1985.
- 우리 시대의 열전 Biographien unserer Zeit. 1988.
- 무지개는 일곱색이어서 아름답다 Ein Regenbogen ist schön, weil er sieben Farben hat. 1989, ISBN 0-00-023823-6.
- 우리들의 조부님 Unsere Großväter. 1990.
- 배반의 끝 Am Ende des Verrats. 1993, ISBN 89-320-0647-4.

Romane
- 여자의 강 Der Fluss der Frau. 1992.
- 회색도시 Graue Stadt. 1993, ISBN 89-12-06196-8.
- 한라산 Hallasan. 1995. (mehrbändig)
- 잊지못할 일들은 너무빨리 잊어버린다 Unvergessliche Dinge zu schnell vergessen. 1999, ISBN 89-418-0187-7.
- 숲의 왕국 Königreich des Waldes. 2012, ISBN 978-89-88653-53-1.
- 낯선 숲으로 난 길 Weg zu einem unbekannten Wald. 2012, ISBN 978-89-544-2821-7.

### Übersetzungen
Deutsch
- Kurzgeschichten von Hyun Kil-Un. In: Im Land der Morgenstille. Gedichte und Prosa aus Südkorea. (= Drehpunkt – Die Schweizer Literaturzeitschrift. Nr. 106). Lenos, 2000.
- Nagelspuren. Übers. Kim Hiyoul und Kirstin Grönitz. Edition Peperkorn, Thunum 2006.

Englisch
- Dead Silence and Other Stories of the Jeju massacre. EastBridge, 2007.

Französisch
- La Ville Grise. Editions Imago, 2013.

## Auszeichnungen
- 1985: 제5회 녹원문학상 (Nokwon-Literaturpreis)
- 1990: 제35회 현대문학상 (Preis moderner Literatur)
- 1992: 대한민국 문학상 (Koreanischer Literaturpreis)